# 自助餐

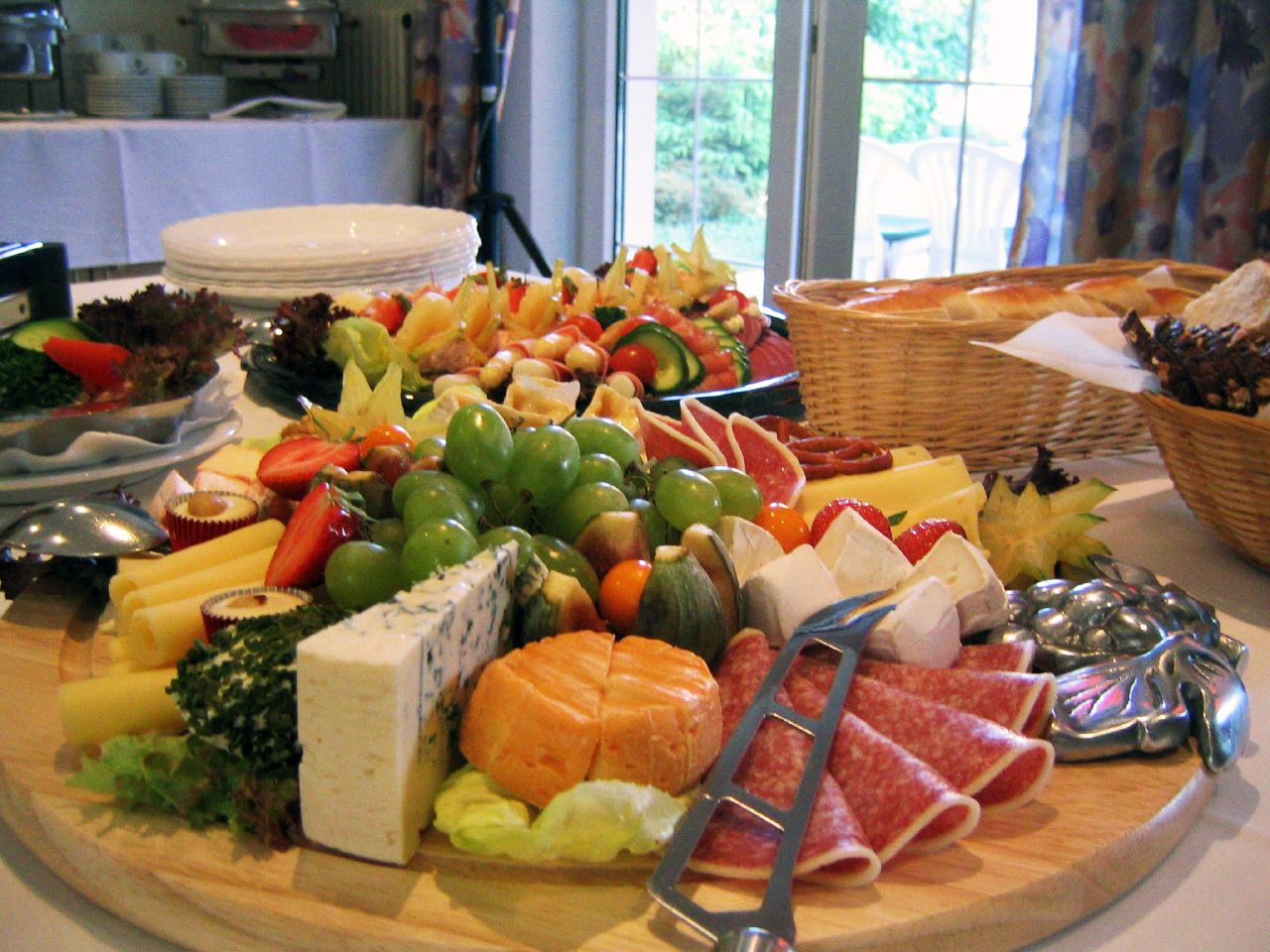
自助餐奶酪和火腿拼盤

自助餐（英語：buffet）是指自行選取食物的用餐方式，尤其是不設數量限制、可自由夾取足量餐點的用餐方式。其在漢語圈有不同的稱呼方式，例如在香港習慣稱「部飛」、「鋪飛」或「蒲飛」，讀音是取其英語發音；在中國大陸稱「自助餐」；在臺灣，台式「自助餐」不僅是指「buffet」
，「buffet」通常被譯作「百匯」、「歐式自助餐」或「自助式吃到飽」。

## 起源
歐洲中世紀的盛宴常會擺設許多食物，16世紀時瑞典人將擺放烈酒與小點心由賓客自取的桌子稱為「自助餐桌」。到了18世紀，這種方式在法國重新興起，並於整個歐洲廣泛流傳。到了近代，西方國家的餐飲業者將其文明化和規範化，發展出現時的自助餐。

## 形式

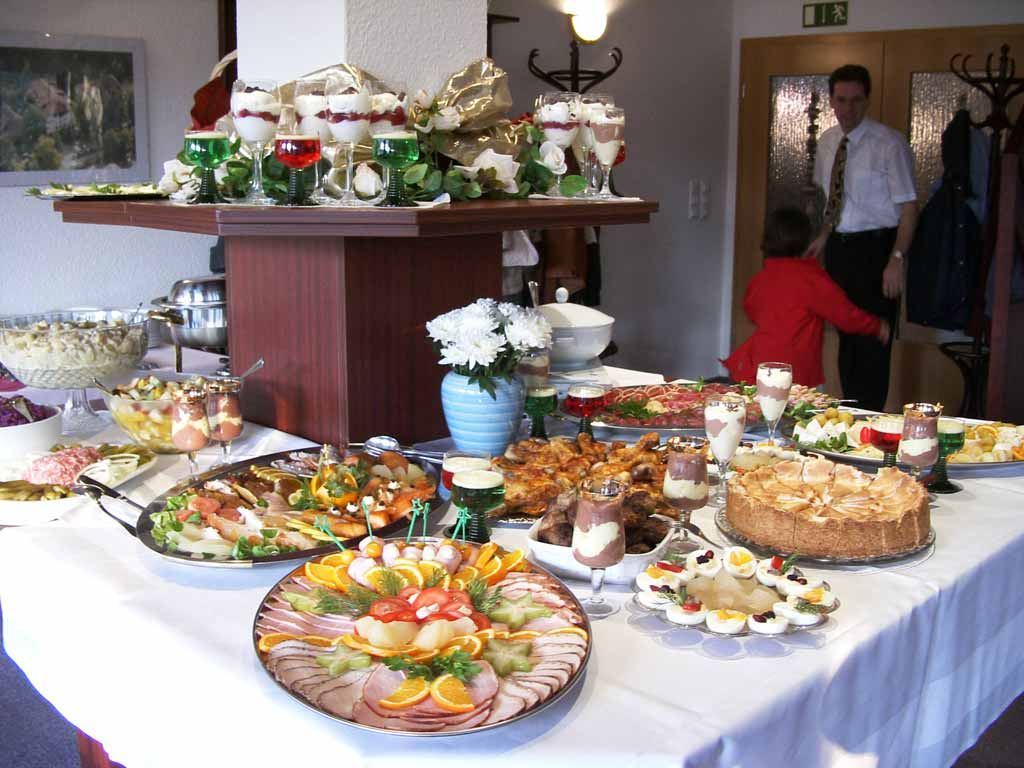
德國西式自助餐

一般的歐式自助餐（自助式吃到飽）多數都是西餐中的燜、燴、煮類的菜餚，也附有一些沙拉、麵包、湯及甜品等配菜。在高級的歐式自助餐，餐廳會安排廚師現場製作一些燒烤肉類供食客即時享用。近年，自助餐的形式已不局限於西式食品，基本上各地的食品都可以作為自助餐的菜餚，也越來越普遍。
由於歐式自助餐是不按食量計取費用的，所以有些人就發明了吃歐式自助餐的一些特殊技巧，達到花最少的錢，吃最多的食物的目的。但这样的做法会使进餐者过多追求进食数量，超量进食会引起人体消化系统的不适，血糖升高，经常这样对身体健康极为不利，综合来看，过量进餐得不偿失。
而歐式自助餐現在朝向多元化發展，許多料理都有效仿歐式自助餐的服務。像是日本料理、韓式料理、西式料理、墨西哥料理、蒙古烤肉等等。現在的亞洲，都有很多自助餐(自助式吃到飽)的服務，只收一個固定金額，部分餐厅会再加上10%的服務費，就是一個人頭的金額。如果用餐後剩餘食品重量超出一定範圍，部分商家可能會要求顧客額外繳納一筆費用，但商家一般會提前告知顧客，以防止顧客浪費食材。自助餐（自助式吃到飽）服務費的作用通常是為了反應食材成本，以及員工的薪資等要項。

### 臺式
臺灣的「自助式吃到飽」除了指上述顧客自由取用、無限量供應的歐式自助餐以外，也用來稱各式無限享用的飲食。可利亞餐廳於1993年在台灣推出了吃到飽促銷案，吃到飽餐廳開始風行台灣。除了歐式自助餐外，還有火鍋、涮涮鍋、燒烤或火烤兩吃（火鍋、燒烤二合一）等等多種料理形式的吃到飽。
臺灣口語通稱的「自助餐」，則多指提供計量型餐點的餐廳，也就是英文裡的cafeteria、self-serve restaurant，菜色大致以家常菜為主，讓顧客自助式的夾取菜餚，或是由顧客指定、店員夾取。結帳時須到櫃台計價（採秤重或認菜色），先夾菜後付款，可自選要內用或外帶。因為消費流程大部分是不透過店員的自助式服務(self-serve)，因此稱作「自助餐」。此種「臺式自助餐」通常比吃到飽更平價，其性質類似香港的兩餸飯、中國的自選菜快餐、馬來西亞的經濟飯。台式自助餐除了常見於便當店之外，也應用於部分素食餐館。
而台灣的歐式自助餐為什麼要叫自助式吃到飽，可能是因為早期麥當勞等西式快餐店引入台灣時，讓台灣本土一些餐飲業產生危機感，所以模仿西式快餐，開了很多中式快餐店，只是早期中式快餐都是由服務人員幫忙夾菜，後來有些商家應該是成本考量，改由客人自己夾菜，為區分與中式快餐不一樣，自己夾菜的快餐店名稱就改叫自助餐(即self-serve restaurant)，一推出就很受歡迎，一些中式快餐也紛紛改為自助餐方式。但也有可能台灣自助餐就只是歐美的cafeteria在台灣本土化後的形式，然後因cafeteria是採自己夾菜的自助式服務，所以就稱作自助餐，方便台灣顧客直觀理解。

### 港式
自助餐在香港非常流行。大部分酒店都有早餐、午餐或晚餐自助餐。有些日式餐廳亦有放題服務，亦即是定價內可任意選擇放題餐單內的食物，不設上限。部分設時間限制，如90分鐘或2小時。

## 自助餐圖集

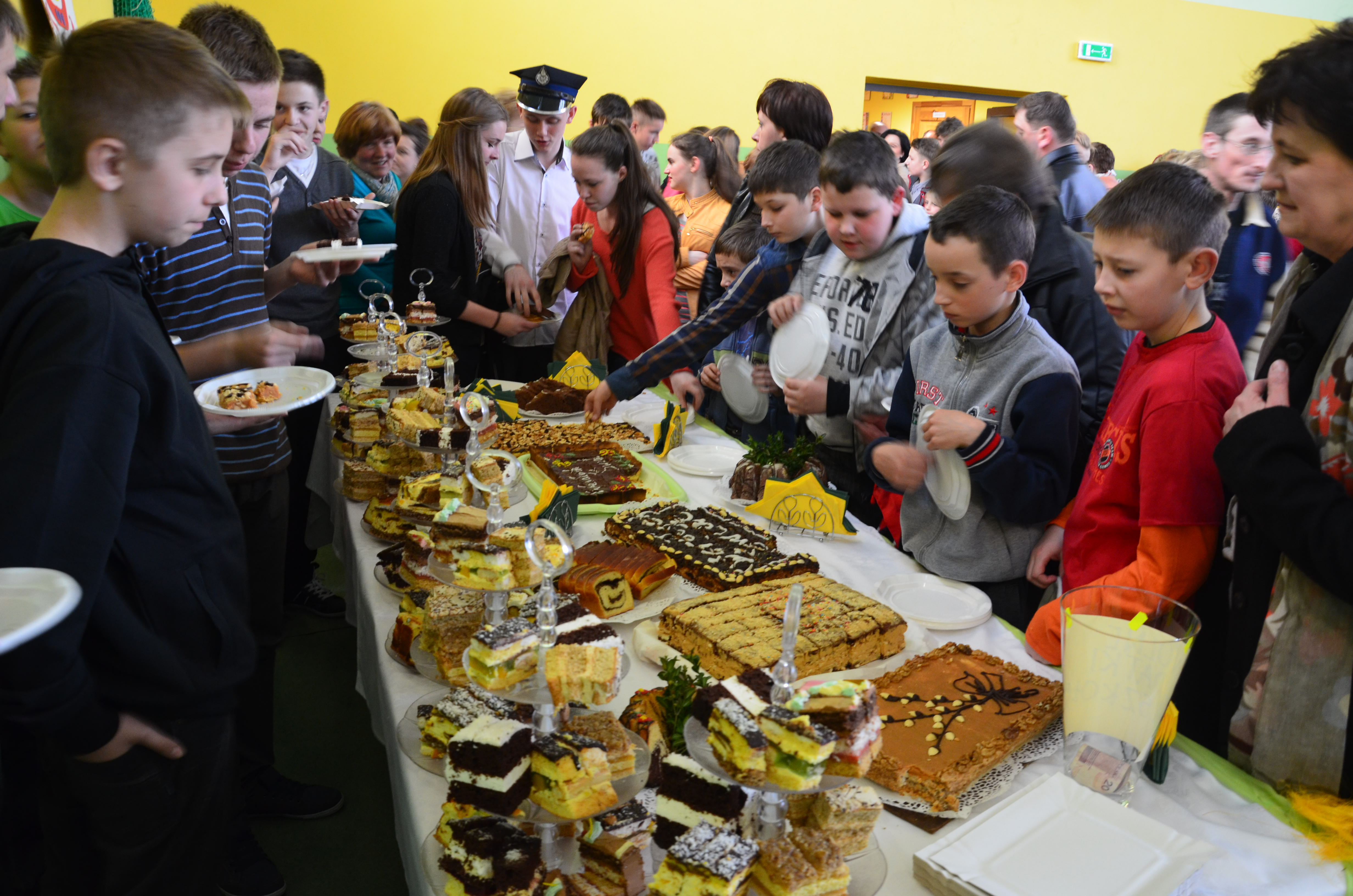
師生們的復活節自助餐
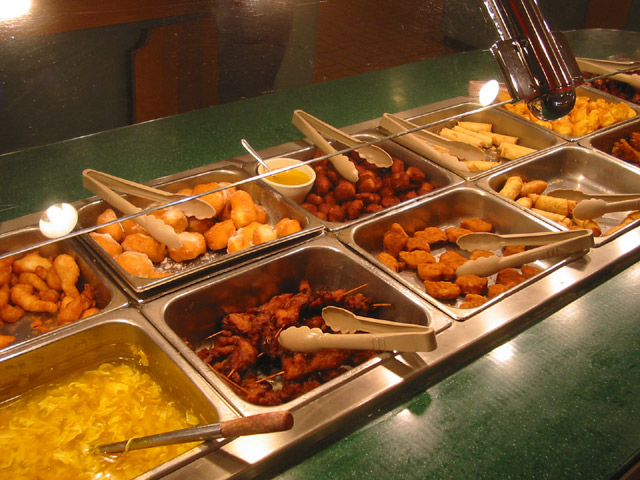
在美國的中式自助餐
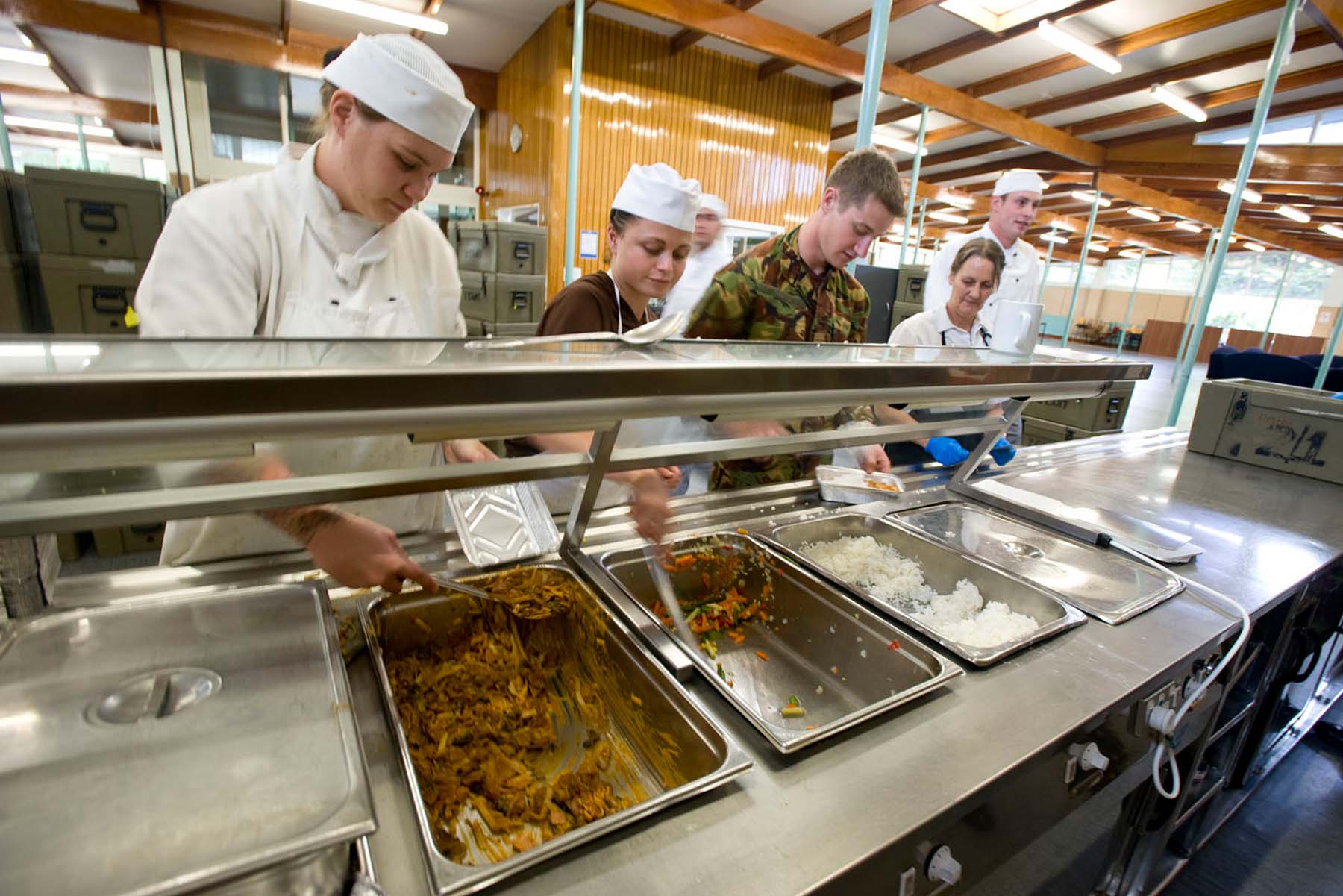
軍中自助餐
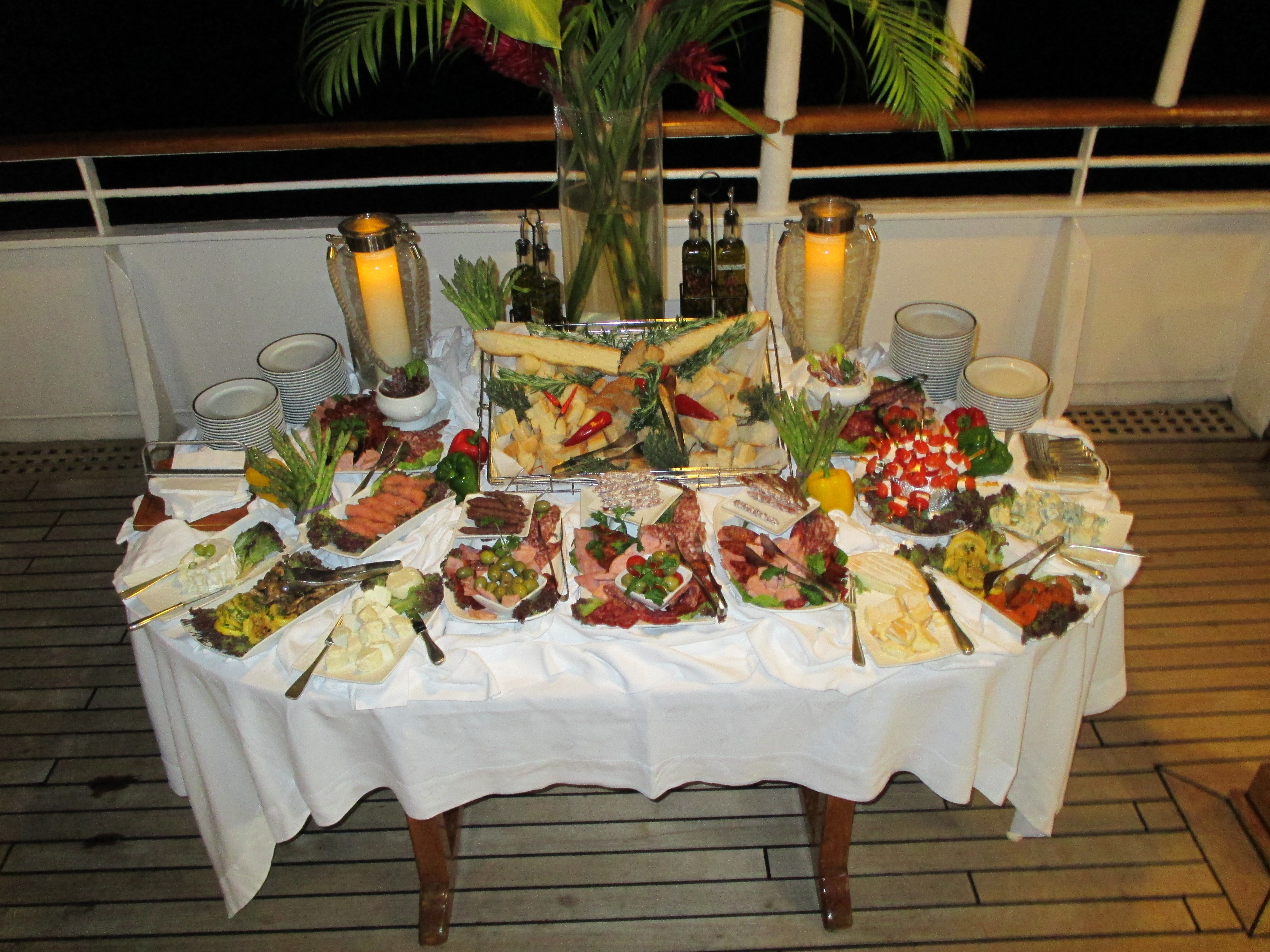
家中的自助餐
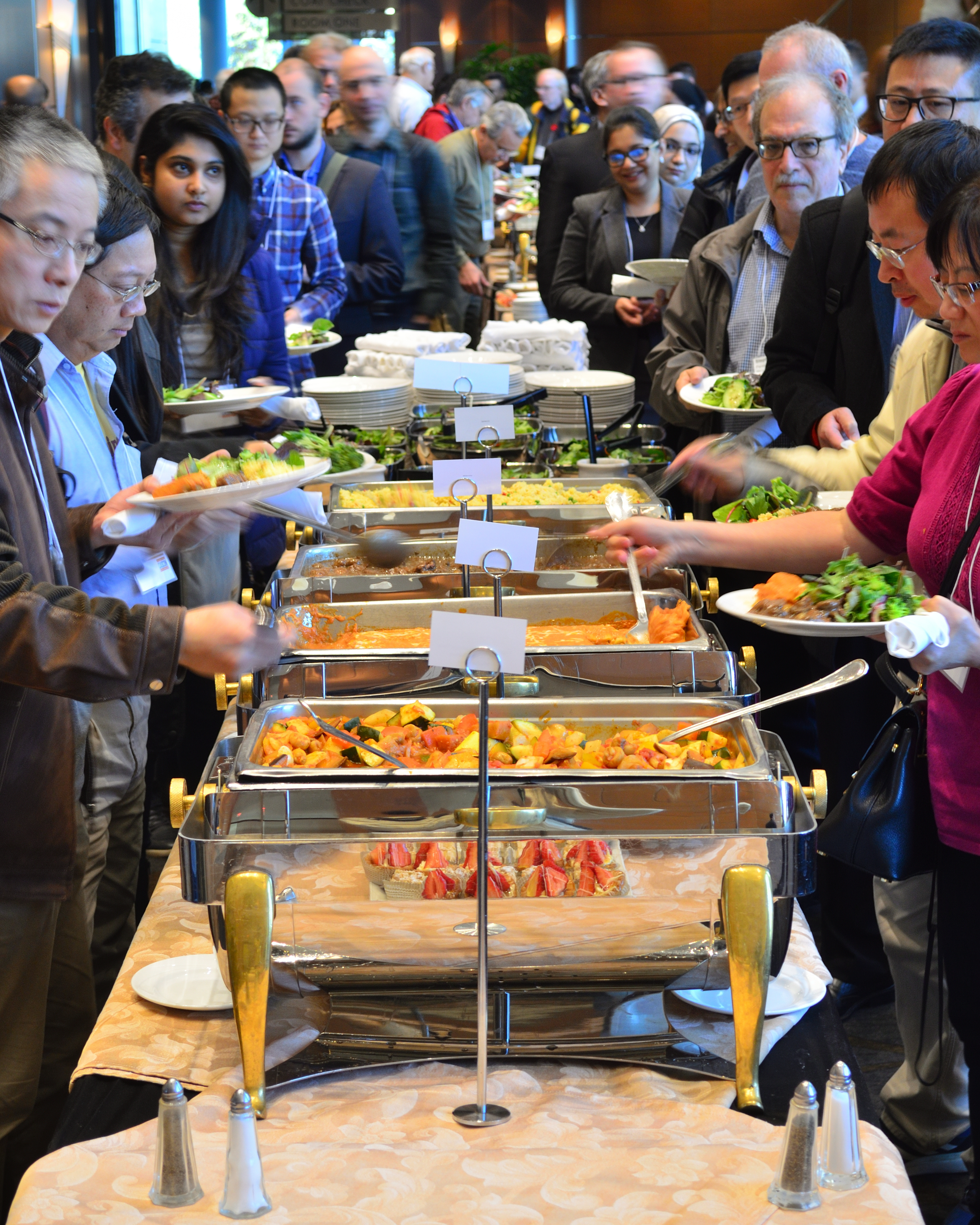
西式自助餐熟食區
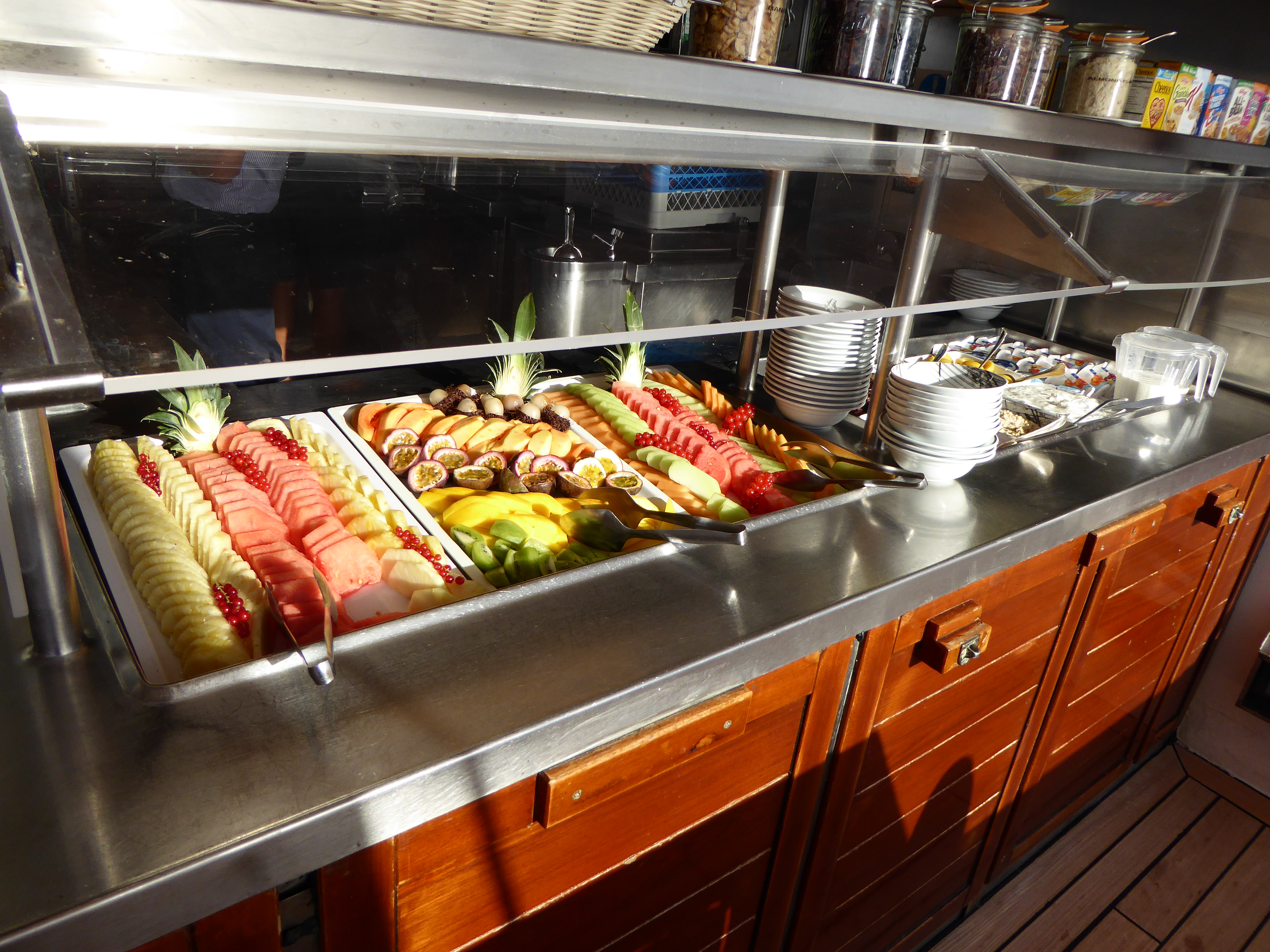
自助餐水果區
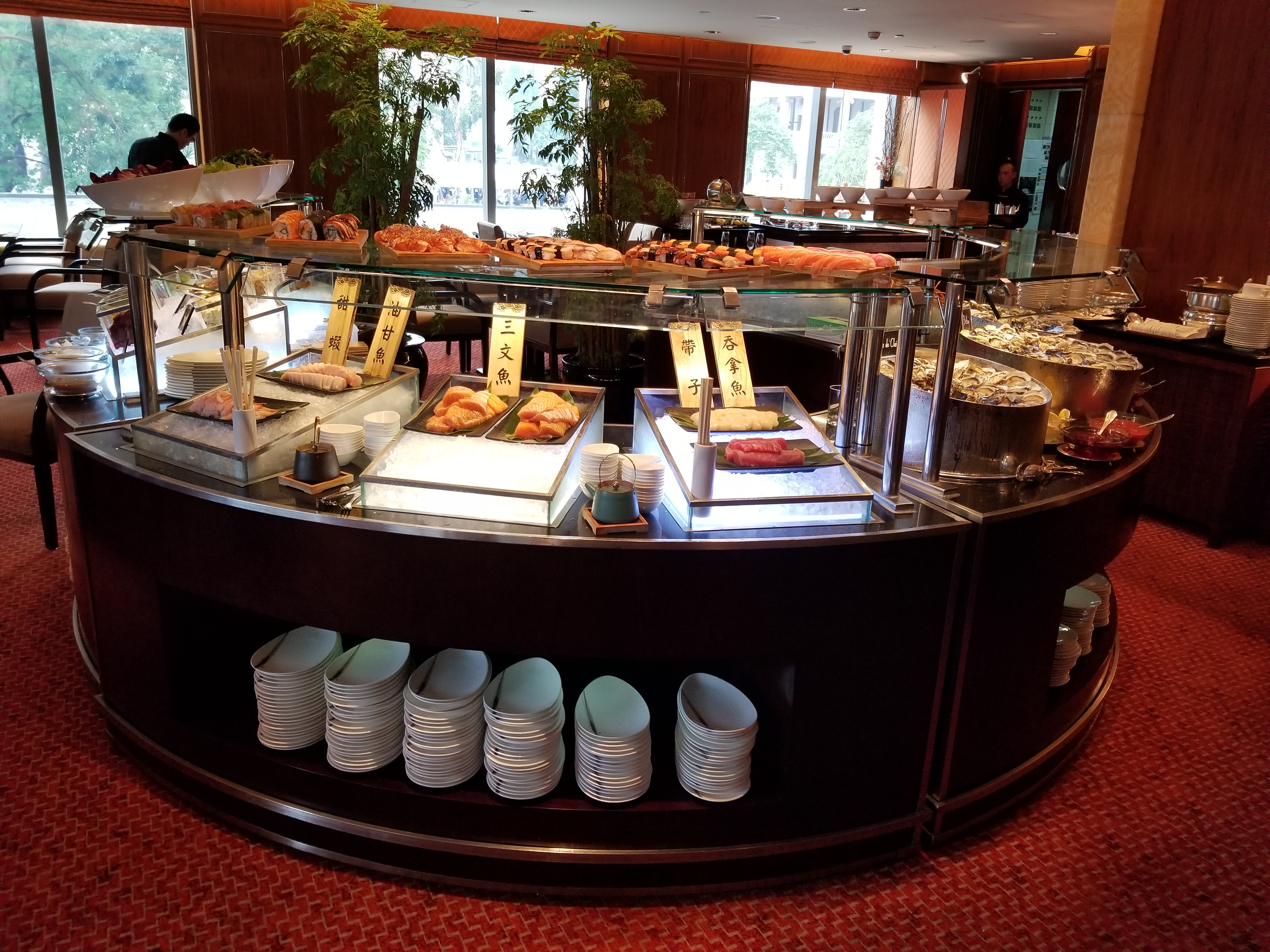
海鮮和日式美食區
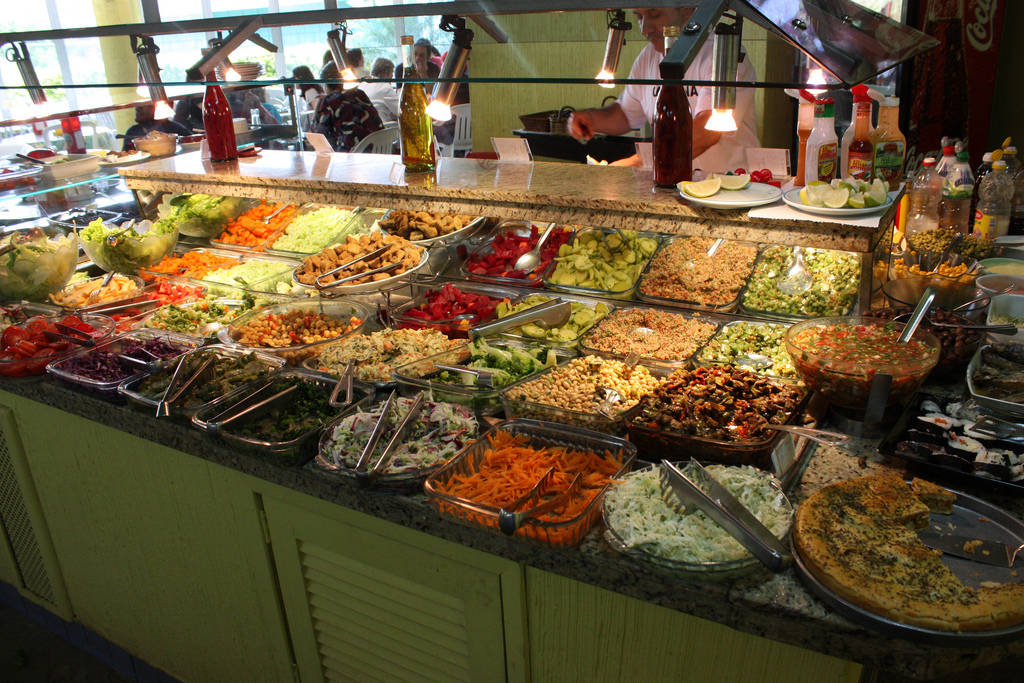
自助沙律吧
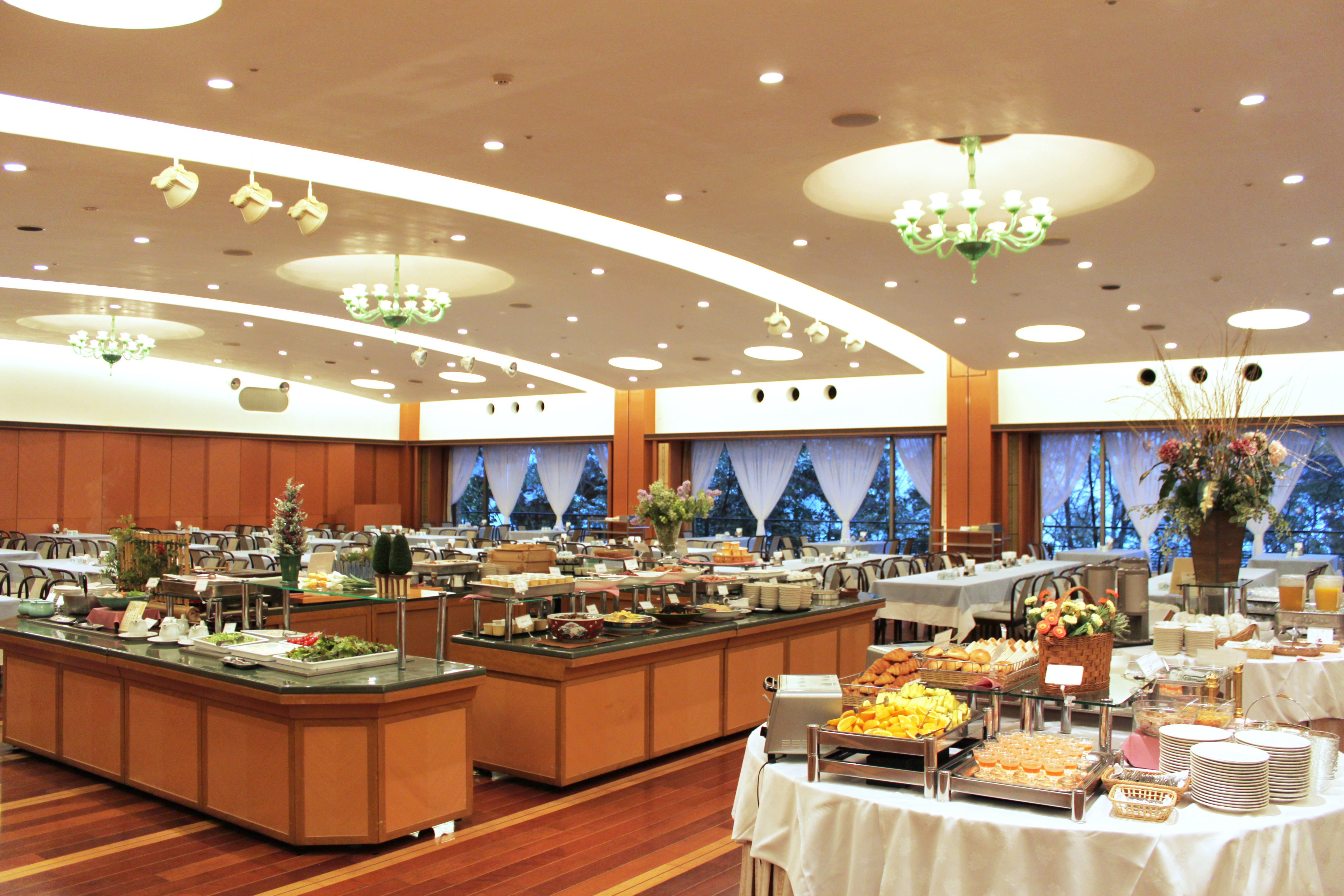
日本酒店的自助餐廳
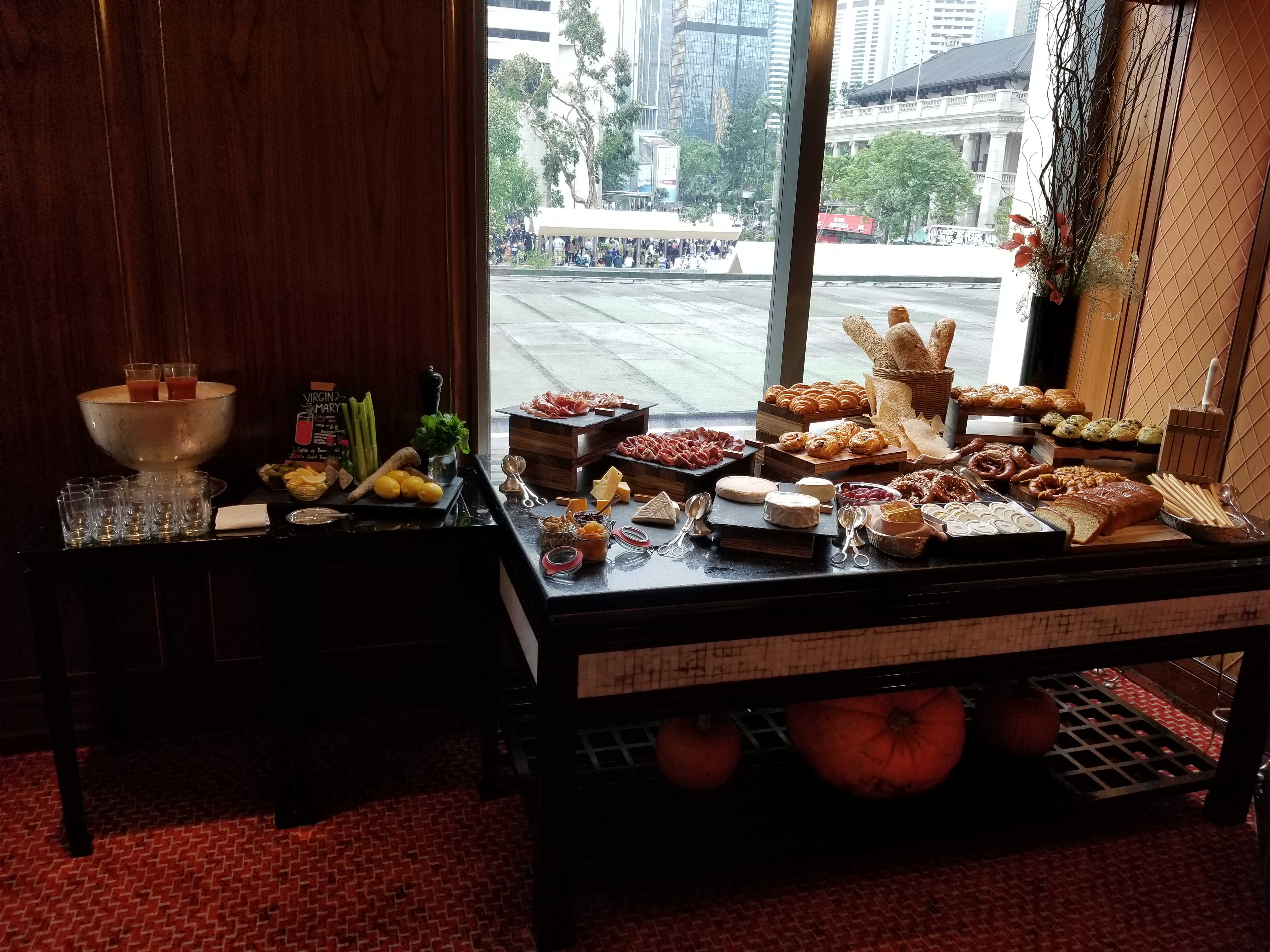
自助餐小食區
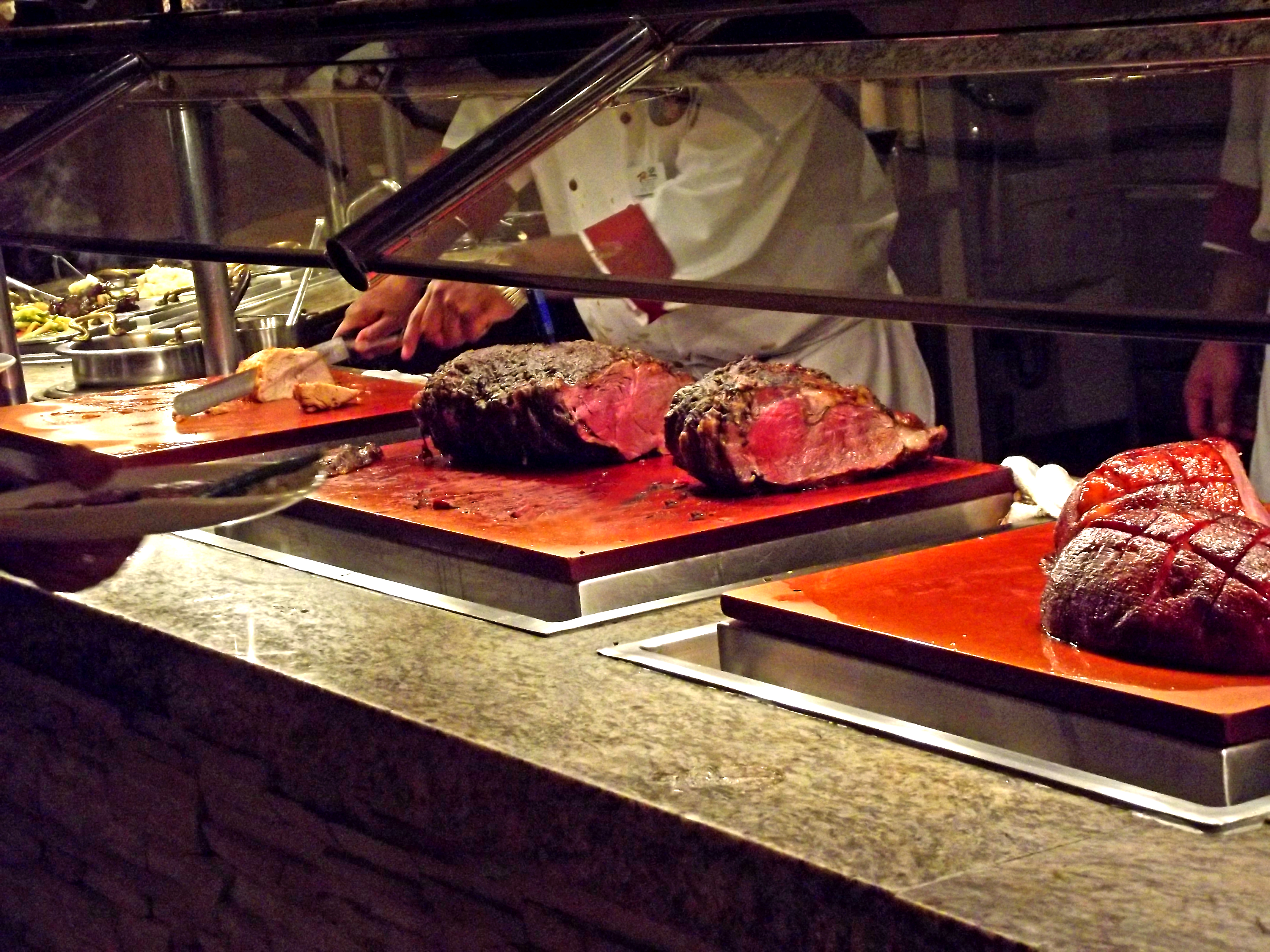
自助餐烤肉區
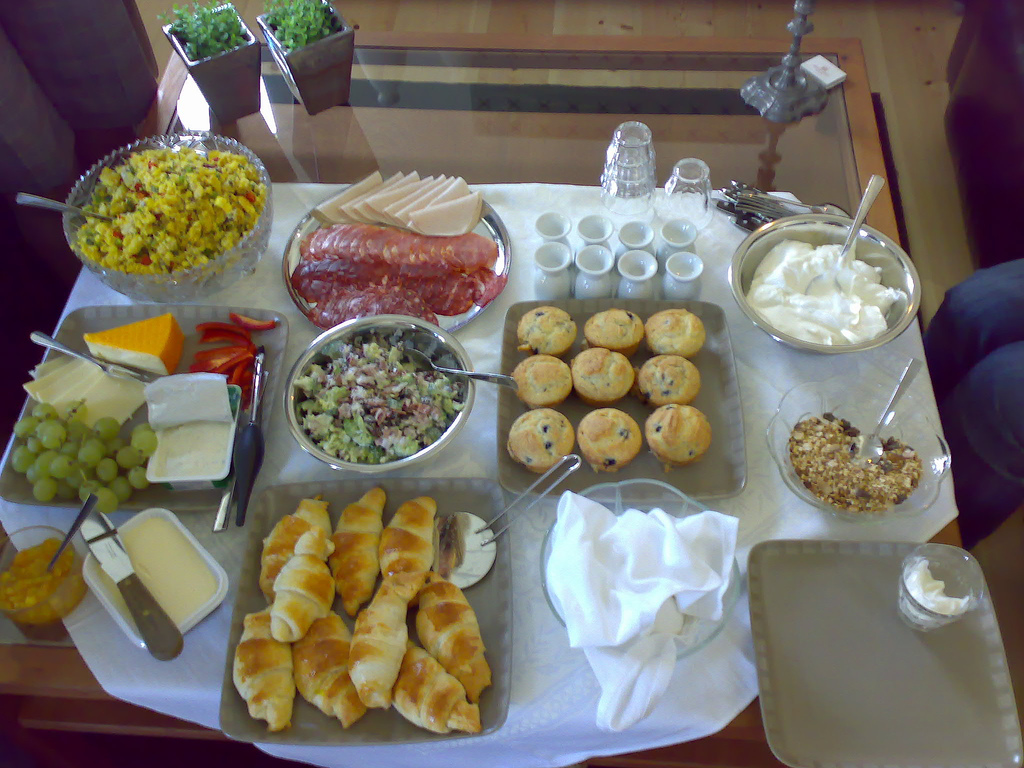
自助早午餐的小吃